# 高橋英則
高橋 英則（たかはし ひでのり、1983年12月7日 - ）は、日本の男性声優。青森県八戸市出身。マウスプロモーション所属。

## 略歴
元々声優に興味はあり、小学校時代に教科書を読んでいた時に声色を変えたりしていた。友人から「声優になれば？」と言われたこともあったが、その時は「人前に出るなんて出来ない」と考えていた。
青森県での就職を経て、上京して東京都で就職していたが、21歳くらいの時にアルバイトでも夢を追いかけていたストリートミュージシャンを見て刺激を受けていた。その頃に憧れていたクリス・ペプラーの影響でラジオDJになりたいと思い、声優養成所に入所した。2009年からマウスプロモーションに所属。

## 人物
アニメ、ドラマCDで活躍している。
方言は南部弁。

## 出演
太字はメインキャラクター。

### テレビアニメ
2009年
- アラド戦記〜スラップアップパーティー〜（海賊霊A）
- 狼と香辛料II（門番）

2010年
- クッキンアイドル アイ!マイ!まいん!（トモのパパ）
- サザエさん（弟子3）
- 屍鬼（下山）
- 聖痕のクェイサーII（カップル男）
- 咎狗の血（警備員、兵士）
- NARUTO -ナルト- 疾風伝（シモン、翠雨、トルネ、オキスケ、ハルネ、ムタ 他）

2011年
- THE IDOLM@STER（ディレクター）
- そふてにっ（門下生A）
- トリコ（ジェリーボーイ、美食屋、チンピラ、影丸）
- べるぜバブ（グッドナイト下川、不良2、うんこ男爵、グラフェル）
- レベルE（倉本）

2012年
- アイカツ!（間宮翔）
- 織田信奈の野望（前野長康）
- キングダム（タジフ、隆太、朱鬼、暁定、竜川、崇原 他）
- GON -ゴン-（メ）
- さんかれあ（キャップの男）
- ジョジョの奇妙な冒険（アダムス、男B）
- スマイルプリキュア!（サラリーマン）
- 戦国コレクション（不良）
- 爆TECH!爆丸（2012年 - 2013年、音声、ザクロ、電子音声） - 2シリーズ

2013年
- AMNESIA（ワカ）
- ささみさん@がんばらない（教師A）
- THE UNLIMITED 兵部京介（囚人、構成員）
- 団地ともお（ガス検査員）
- ドキドキ!プリキュア（野球部主将、男子、審査員、館長、登山客の男、高校生）
- メガネブ!（キラ高番長）

2014年
- カードファイト!! ヴァンガード レギオンメイト編（モレス・ペニーワース）
- 金田一少年の事件簿R（中屋敷学）
- ディスク・ウォーズ:アベンジャーズ（ウォーマシン / ローディ）
- テラフォーマーズ（2014年 - 2016年、ジェット） - 2シリーズ
- ブレイドアンドソウル（ナギ）

2015年
- うたの☆プリンスさまっ♪ マジLOVEシリーズ（2015年 - 2016年、桐生院ヴァン） - 2シリーズ
- ヤング ブラック・ジャック（トマス・ウイリアムズ〈トミー〉）

2016年
- OZMAFIA!!（ヘイディ）
- 刀剣乱舞-花丸-（石切丸）
- 奇異太郎少年の妖怪絵日記（妖怪、黒服B 他）
- 霊剣山 星屑たちの宴（陸離）

2017年
- BORUTO-ボルト- NARUTO NEXT GENERATIONS（2017年 - 2021年、猿飛木ノ葉丸、木ノ葉の暗部）
- 妖怪ウォッチ（インディ・J）
- DIVE!!（沖津白波）

2018年
- 続 刀剣乱舞-花丸-（石切丸）
- されど罪人は竜と踊る（ベイリック）
- 夢王国と眠れる100人の王子様（セティーク）
- 妖怪ウォッチ シャドウサイド（2018年 - 2019年、フィルムリン、玄武）
- BAKUMATSU（真田幸村）
- ユリシーズ ジャンヌ・ダルクと錬金の騎士（ザントライユ）

2019年
- 消滅都市（タイヨウ）
- KING OF PRISM -Shiny Seven Stars-（香賀美広大）
- 群青のマグメル（ルベルト）
- トライナイツ（小熊景太）
- アサシンズプライド（ナクア）

2021年
- 約束のネバーランド（ヴィンセント）
- ぼくたちのリメイク（火川元気郎）
- メガトン級ムサシ（2021年 - 2023年、竹熊繁弘、ヴォイド・バレン） - 2シリーズ

2022年
- ジョジョの奇妙な冒険 ストーンオーシャン（2022年 - 2023年、弁護士） - 2シリーズ
- リーマンズクラブ（中森彰）

2023年
- もののがたり（岐隼人、天日） - 2シリーズ
- ノケモノたちの夜（スタンリー）
- 聖剣学院の魔剣使い（ゲンズ・ホーンザック）

2024年
- 狼と香辛料 MERCHANT MEETS THE WISE WOLF（騎士）
- 刀剣乱舞 廻 -虚伝 燃ゆる本能寺-（石切丸）
- 神之塔 -Tower of God-（リップルレッゾ） - 2シリーズ
- 凍牌〜裏レート麻雀闘牌録〜（柳）
- 青の祓魔師 雪ノ果篇（八郎）

2025年
- 片田舎のおっさん、剣聖になる（ランドリド・パトルロック）
- LAZARUS ラザロ（セルゲイ）
- クレバテス-魔獣の王と赤子と屍の勇者-（サッチ）
- 真・侍伝 YAIBA（柳生十兵衛）

### 劇場アニメ
2010年代
- 劇場版 NARUTO -ナルト- 疾風伝 ザ・ロストタワー（2010年）
- 鬼神伝（2011年、武官）
- BORUTO -NARUTO THE MOVIE-（2015年、猿飛木ノ葉丸）
- 劇場版 魔法科高校の劣等生 星を呼ぶ少女（2017年、研究員）
- くまのがっこう パティシエ・ジャッキーとおひさまのスイーツ（2017年、ジャン・ピエール）
- 映画 妖怪ウォッチ FOREVER FRIENDS（2018年、玄武）
- 劇場版 うたの☆プリンスさまっ♪ マジLOVEキングダム（2019年、桐生院ヴァン）

2020年代
- KING OF PRISM ALL STARS -プリズムショー☆ベストテン-（2020年、香賀美広大）
- 劇場版 BanG Dream! It's MyGO!!!!! 前編：春の陽だまり、迷い猫（2024年、要毅）

### OVA
2000年代
- テニスの王子様 Original Video Animation ANOTHER STORY〜過去と未来のメッセージ（2009年、先生）

2010年代
- べるぜバブ 〜拾った赤ちゃんは大魔王!?〜（2010年、グッドナイト下川）
- 最遊記外伝（2011年）
- HELLSING VIII（2011年、神父）
- 最遊記外伝 特別篇 香花の章（2013年、永繕）
- 熱血人面犬 LIFE IS MOVIE（2014年、熱血人面犬）
- BORUTO -NARUTO THE MOVIE- 特典映像 「ナルトが火影になった日」（2016年、猿飛木ノ葉丸）
- IT'S MY LIFE（カイアス）
- BEAN BANDIT（ビーン・バンディット）

### Webアニメ
2010年代
- ホイッスル!（ボイスリメイク版）（2016年、風祭功）
- マウスどうぶつえん（2016年 - 、ハゲワシのひでのり）

2020年代
- マウスどうぶつえん名作劇場（2020年、ハゲワシのひでのり）
- おしえて北斎! -THE ANIMATION-（2021年、高橋由一）
- 天空侵犯（2021年、野球仮面）
- 鬼武者（2023年、吉岡清十郎）

### ゲーム
2008年
- 12RIVEN -the Ψcliminal of integral-

2010年
- 剣と魔法と学園モノ。2G（ジョルジオ）

2011年
- AMNESIA（ワカ）
- うみねこのなく頃に散 〜真実と幻想の夜想曲〜
- 侍道4
- スライ・クーパー コレクション（Vehicle Goon 2）

2012年
- アーマード・コアV（No.2、コンピュータボイス）
- AMNESIA LATER（ワカ）
- 幻想水滸伝 紡がれし百年の時（ノデリ、インゴルフ、ハガル・ビャルキ）
- ゼッタイ☆スター（十文字京介）
- ファイアーエムブレム 覚醒（ウード）

2013年
- AMNESIA CROWD（ワカ）
- AMNESIA V Edition（ワカ）
- 地球防衛軍4（ホエール・パイロット）
- Dragon's Dogma : Dark Arisen（バーナビー、ポーン男性）
- NARUTO -ナルト- 疾風伝 ナルティメットストーム3（トルネ）

2014年
- AMNESIA LATER×CROWD V Edition（ワカ）
- AMNESIA World（ワカ）
- グランブルーファンタジー（2014年 - 2024年、ガルマ、ガルストン）
- Destiny（ゴースト）
- NARUTO -ナルト- 疾風伝 ナルティメットストームレボリューション（トルネ）
- メタルギアソリッドV グラウンド・ゼロズ（兵士）
- LEFT 4 DEAD -生存者たち-（ブレイク・ジョーダン）

2015年
- アウトディビジョン -刑徒隷僕区-（星野夢希）
- イヌワシ うらぶれ探偵とお嬢様刑事の池袋事件ファイル（狗神エイジ）
- ヴァリアントナイツ（ガルム＝ヴァルカン）
- カレイドイヴ（江波誠）
- ザクセスヘブン（アクラシエル）
- 地球防衛軍4.1 THE SHADOW OF NEW DESPAIR（ホエール・パイロット）
- 絶対迎撃ウォーズ（ガーンズバック）
- 刀剣乱舞 ONLINE（2015年 - 2024年、石切丸）
- ファイアーエムブレムif（オーディン）
- ブレス オブ ファイア6 白竜の守護者たち（ランゲル）
- メタルギアソリッドV ファントムペイン（兵士、その他）

2016年
- 逆転オセロニア（メフィストフェレス）
- クイズRPG 魔法使いと黒猫のウィズ（2016年 - 2025年、ゾラスヴィルク、プロメテウス / プロメトリック / パンデレイモン）
- 消滅都市2（タイヨウ）
- 白猫テニス（ヒヴァ）
- 神撃のバハムート（ロランド）
- 戦国BASARA 真田幸村伝

2017年
- Side Kicks!（アヤメ）
- ファイアーエムブレム ヒーローズ（2017年 - 2025年、オーディン、ウード、ドゥドゥー）
- ファイアーエムブレム無双（ウード）
- フィッシュアイランド2（ゼシフォルト）
- ミトラスフィア（なりきりボイス、ダークナイト、ルドルフ）
- 妖怪ウォッチ3 スシ/テンプラ/スキヤキ（インディ・J）
- 妖怪ウォッチバスターズ2 秘宝伝説バンバラヤー ソード/マグナム（インディ・J、カナエンデス、閻魔羅王テッカク）
- 妖怪ウォッチ ぷにぷに（インディ・J、玄武）

2018年
- ドラゴンズドグマ オンライン(ナヴィド侯爵）
- FALLEN LEGION（レガート・ラエンドゥール）
- パシャ★モン（フォーカス博士）
- ブレイドスマッシュ（我王丸）
- フードファンタジー（シャンパン、プレッツェル）
- コール オブ デューティ ブラックオプス 4
- キャプテン翼ZERO 〜決めろ！ミラクルシュート〜（東大吾）
- 奪われし玉座:ウィッチャーテイルズ
- Fallout 76
- 龍が如く ONLINE
- スピードウィッチバトル 白の魔女と五つの希望（狂戦士ムナカタ、豪商金満青年ナクード）

2019年
- 妖怪ウォッチ4 ぼくらは同じ空を見上げている / 4++（玄武、魂サル）
- ファイアーエムブレム 風花雪月（ドゥドゥー＝モリナロ）
- Destiny 2（ゴースト）
- 幻奏喫茶アンシャンテ（魔族の青年）
- ヴァルキリーコネクト（白狼剣士ルプス）
- FFBE幻影戦争 WAR OF THE VISIONS（ヴァジム）
- Apex Legends（ミラージュ）
- エースコンバット7 スカイズ・アンノウン（AWACS「スカイキーパー」）

2020年
- 侍道外伝 KATANAKAMI（主人公）
- The Awesome Adventures of Captain Spirit（チャールズ・エリクセン）
- ライフ イズ ストレンジ2（チャールズ・エリクセン）
- 装甲娘（クラミチ）
- キャプテン翼 RISE OF NEW CHAMPIONS

2021年
- モンスターストライク（2021年 - 2023年、アルタイル、大久保利通）
- メガトン級ムサシ（竹熊繁弘、スチュアート）

2022年
- AI: ソムニウムファイル ニルヴァーナ イニシアチブ（ライアン）
- ファイアーエムブレム無双 風花雪月（ドゥドゥー＝モリナロ）

2023年
- OCTOPATH TRAVELER II

2024年
- アナザーコード リコレクション：2つの記憶/記憶の扉（トミー・ハリソン）
- ユニコーンオーバーロード（ゴービル）
- メタファー：リファンタジオ（ジュリアン）

### 同人ゲーム
- ハヴァナクシア（2021年、レザ）

### ドラマCD
- AMNESIA ドラマCD 〜冥土の国のアムネシア〜（ワカ）
- お天気戦隊ハウウェザー〜晴のち雨のち曇のち雪のち雷〜（天の声）
- ファイアーエムブレム0 愛と絆のスペシャルトークCD（バルジャン）
- MAUSU THEATER
- ピエールと魔法の杖（ウォンド）
- おまけドロップス 2-4

### BLCD
- YES IT'S ME（2010年、男子生徒）
- 愛はじ。-おつき愛はじめました- 第三弾「後輩×先輩〜残業で♥♥編〜」（2016年、殿森祥太）
- 赤松とクロ（2016年、上中行弘）
- 花鳥風月 4（2018年、吉利谷）
- 秘密の恋人（朗読CD）（2018年、川田亨、川田宗章）
- リカー&シガレット（2018年、ディエゴ）
- ROMEO 2（2019年、リカ）
- こころ-わたしの恋（2021年、先生）

### 吹き替え

#### 担当俳優
デニス・トー
- イップ・マン 序章（胡威）
- イップ・マン 葉問（ワイケイ）
- イップ・マン 誕生（イップ・マン）
- イップ・マン 宗師（イップ・マン）

#### 映画
- アウトフィット ある仕立屋の長い夜（フランシス〈ジョニー・フリン〉）
- 憧れのウェディング・ベル
- あと1センチの恋（アレックス〈サム・クラフリン〉）
- アナベル 死霊館の人形（ジョン・フォーム〈ウォード・ホートン〉）
- アンストッパブル
- ヴァンパイア・ベビーシッター（ジェシー）
- ヴィクター・フランケンシュタイン（アリステア〈カラム・ターナー〉）
- ウェディング・テーブル（テッド〈ワイアット・ラッセル〉）
- ウッドローン（トニー・ネイサン〈カレブ・キャスティル〉）
- エイリアン: コヴェナント（リックス〈ジャシー・スモレット〉[92]）
- エグザム
- エクスペンダブルズ（ポール）
- L.A. ギャング ストーリー（コールマン・ハリス巡査〈アンソニー・マッキー〉）
- 遠距離恋愛 彼女の決断
- オーヴァーロード（ボイス〈ジョバン・アデポ〉）
- 華麗なるギャツビー（チェスター・マッキー）
- 観察者（トーマス〈ジャスティス・スミス〉[93]）
- 奇人たちの晩餐会 USA
- キャンプ・ロック2 ファイナル・ジャム（ルーク・ウィリアムズ）
- グッド・バッド・ウィアード
- クレイジー・バカンス ツイてない女たちの南国旅行（ジェームズ〈トム・ベイトマン〉）
- クロニクル（スティーブ・モンゴメリー〈マイケル・B・ジョーダン〉）
- ゴジラvsコング（ジェイ〈ロニー・チェン〉[94]）
- ザ・クリエイター/創造者（オムニ / ブイ軍曹〈アマル・チャーダ＝パテル〉[95]）
- THE GREY 凍える太陽（バーク）
- ザ・ストーム（アダム  / ケルソー〈ジョン・ヘニガン〉）
- 砂漠でサーモン・フィッシング（ロバート・マイヤーズ〈トム・マイソン〉）
- ジェイソン・ボーン（クレイグ・ジェファーズ〈アトー・エッサンドー〉）※ソフト版
- シェイプ・オブ・ウォーター（パイ・ガイ〈モーガン・ケリー〉[96]）
- シティ・オブ・タイニー・ライツ（トミー・アクタル〈リズ・アーメッド〉）
- シャーロック・ホームズ ※劇場公開版
- 人狼村 史上最悪の田舎（マリオ）
- スカイライン -征服-
- 世界侵略: ロサンゼルス決戦
- セックス・アンド・ザ・シティ2（ニッキー）
- 食べて、祈って、恋をして
- 沈黙の復讐（ダダ）
- トゥームレイダー ファースト・ミッション（補佐官[97]）
- 21ジャンプストリート（トム・ハンソン〈ジョニー・デップ〉）※ソフト版
- トゥルース・オア・デア 〜殺人ゲーム〜（ブラッド〈ヘイデン・セットー〉）
- ドム・ヘミングウェイ
- ニュー・ミュータント（サム・ガスリー / キャノンボール〈チャーリー・ヒートン〉）※Disney+版
- パーフェクト・トラップ（ルチェロ〈リー・ターゲセン〉）
- パルフュメア －禁断の調香－（ドリアン[98]）
- 復讐捜査線
- フットルース 夢に向かって
- ブラック・スワン
- フローズン・アース（ジャック・ジョーンズ）
- ホテル・ムンバイ（アルジュン〈デーヴ・パテール〉）
- メランコリア（マイケル〈アレクサンダー・スカルスガルド〉）
- モキシー 〜私たちのムーブメント〜（ミッチェル〈パトリック・シュワルツェネッガー〉）
- ライジング・ドラゴン（日本人海賊〈浅野長英〉）
- リーサル・ウェポン2/炎の約束 ※追加録音版
- リーサル・ウェポン3 ※追加録音版
- リーサル・ウェポン4 ※追加録音版
- ローマ法王の休日（レポーター）
- ロシアン・ルーレット（ジャック〈アレクサンダー・スカルスガルド〉）

#### ドラマ
- iCarly
- アウトランダー シーズン3（ジョン・グレイ[99]）
- ALCATRAZ/アルカトラズ
- ALPHAS/アルファズ（ネイサン・クレイ〈マハーシャラ・アリ〉）
- アンフォゲッタブル 完全記憶捜査
- ウィルダネス〜荒野の裏切り〜（ウィル[100]）
- エコー（ヘンリー〈  チャスク・スペンサー 〉）
- キャッスル 〜ミステリー作家は事件がお好き シーズン3 #5
- THE KILLING/キリング（デッサウ、ラマ）
- ギルモア・ガールズ
- クライアント・リスト（カイル・パークス[101]）
- クリミナル・マインド 特命捜査班レッドセル
- グレイズ・アナトミー7
- 刑事トム・ソーン 声なき目撃者
- コールドケース6
- コールドケース7 ザ・ファイナル（アル）
- こいぬのおうち（ポール[102]）
- 恋のからさわぎ（パトリック・ヴェローナ〈イーサン・ペック〉）
- CSI:10 科学捜査班（ベル）
- CSI:ニューヨーク7
- CSI:マイアミ9
- シェイムレス 俺たちに恥はない（ジョディ）
- 社内お見合い（イ・ミヌ[103]）*Netflix吹替版
- 宿敵 因縁のハットフィールド&マッコイ（ジム・マッコイ）
- 新・刑事コロンボ/殺意のナイトクラブ（被害者：トニー）※BDオリジナル版
- スイート・マグノリアス（ジェレミー）
- スパルタカス ゴッド・オブ・アリーナ
- スパルタカスII
- センス8（ムン[104]）
- ダイナスティ（英語版） シーズン3,4（ロベルト[105]）※Netflix版
- 太陽の末裔（ソ・デヨン）
- ダークネス: ゾウズ・フー・キル（ヤン・ミゲルスン[106]）
- CHUCK/チャック
- ドールハウス
- トゥー・オールド・トゥー・ダイ・ヤング（マーティン・ジョーンズ[107]）
- トゥルー・ストーリー 〜嘘と真実〜（ハーシェル[108]）
- トップボーイ（サリー[109]）
- となりのサインフェルド シーズン7-18話（クレイグ[110]）※Netflix版
- Trying 〜親になるステップ〜 シーズン2（デヴン[111]）,シーズン3
- ドリー・パートンのハートフル・ソング『シュガーヒル』（若きローガン[112]）
- ドリームハイ
- トレイター/TRAITOR 国を売った男（マルコ・アラク〈ヴェイコ・ポルカネン〉[113]）
- ナース・ジャッキー4
- 七日の王妃（イ・ユン(燕山君)〈イ・ドンゴン〉[114]）
- ナルコス:メキシコ編[115]
- ノンストップ・スリラー「暴走地区-ZOO-」（ジャクソン・オズ〈ジェームズ・ウォーク〉） - 3シリーズ
- ハーパーズ・アイランド 惨劇の島（ハンター・ジェニングス〈ヴィクター・ウェブスター〉）
- 配達人 〜終末の救世主〜（5-8〈キム・ウビン〉[116]）
- パスタ〜恋が出来るまで〜（ソ・ユシク）
- ハリーズ・ロー 裏通り法律事務所（マルコム・デーヴィーズ〈アムル・アミーン〉）
- ハロー、ジャック!やさしさって、なんだろう（ジャック〈ジャック・マクブレイヤー〉[117]）
- ビッグ 〜愛は奇跡〈ミラクル〉〜（キル・ミンジュ）
- ビッグバン★セオリー/ギークなボクらの恋愛法則
- 被告人（チャ・ミノ / チャ・ソノ[118]）
- FAMOUS IN LOVE（2018年-2019年、ジョーダン・ワイルダー[119][120]） - 2シリーズ
- ブラック・アース・ライジング（フランク 他[121]）
- プライベート・プラクティス3、4、5
- プリズン・ブレイク
- ブリーズ 〜息を止めないで〜（ダニー[122]）
- 弁護士イーライのふしぎな日常（ジョージ・マイケル）
- ペントハウス（チュ・ダンテ[123]）
- 僕の妻はスーパーウーマン（ホ・テジュン〈ユン・サンヒョン〉）
- ボストン・リーガル
- ボディ・オブ・プルーフ 死体の証言
- ホワイトチャペル3 終わりなき殺意
- ホーンテッド: 衝撃の超常現象 シーズン2 #5（リック[124]）
- 魔術師 MERLIN
- マット・ルブランの元気か〜い?ハリウッド!
- ミディアム5 霊能者アリソンデュボア
- THE MENTALIST/メンタリスト
- 夜警日誌（カン・ムソク〈ユンホ〉[125]）
- YOU-君がすべて- シーズン2,3（フォーティ・クイン[126][127]）
- ラブ・イズ・ブラインド 〜外見なんて関係ない⁈〜（バーネット[128]）
- リベンジ（タイラー・バロル〈アシュトン・ホームズ〉）
- リンガー 〜2つの顔〜
- LAW & ORDER:性犯罪特捜班
- わが愛しのブロックバスター[129]
- What/If 選択の連鎖（トッド・アーチャー[130]）

#### アニメ
- おさるのジョージ（ルーク、コーチ、警備員）
- ルーニー・テューンズ・ショー（ジラード、動物園職員）
- 陰謀論のオシゴト パート1,2（エリオット・モスマン 他[131][132]）
- おしゃべりピーヨ（パパ[133]）
- ゼウスの血（ヘロン[134]）

#### テレビ番組
- スーパープレゼンテーション「ブータン・気候変動との闘い」（2016年7月21日、ブータン首相）
- 衝撃！嵐に挑むストームチェイサー（2022年、マイク・タイス[135]）

### デジタルコミック
- BeeTV 新宿スワン（真虎、2012年）

### オーディオブック
- 虐殺器官（2018年、クラヴィス・シェパード[136]）
- 流（2017年、趙戦雄〈小戦〉）

### CM
- サンデーCM劇場 「今際の国のアリス」（カルベ〈苅部大吉〉[137]）
- バンダイチャンネルサービスCM「熱血人面犬編」、「恋の黄昏編」（熱血人面犬）
- 株式会社ヌマザワ 企業CM『親父の葬式』篇[138]（2015年、主人公語り）
- 富士ゼロックス 複合機ApeosPortセキュリティ動画（リーダー[139]）

### 特撮
- 仮面ライダーウィザード（2013年、仮面ライダーの声）
- 動物戦隊ジュウオウジャー（2016年、狼男の声）
- 劇場版 動物戦隊ジュウオウジャーVSニンニンジャー 未来からのメッセージ from スーパー戦隊（2017年、狼男の声）

### ラジオ
※はインターネット配信。
- うみぶたらじお。（2009年 - 2010年、DNEメディアステーション※）
- も、もうかんべんしてください。（2011年 - 2012年、アニメイトTV※）
- Voyage Wave（2016年 - 2018年、ラジ友※）
- 月刊 新・男前通信10月号〜月刊 高橋英則（2017年、文化放送モバイルplus※）
- 高橋英則のHなラジオ（2019年 - 2023年、ラジ友※）
- 高橋英則・山上佳之介のH＠Y Planning（2023年 - 、ラジ友※）

### ラジオCD
- 恋スルスペシャルラジオ!×マウスなのに虎の穴ラジオ（2009年）
- DJCD 「HE★VENS RADIO〜Go to heaven〜」Vol.1 - 2（2019年、桐生院ヴァン役）ゲスト
- ラジオCD AGF2019出張版 Hラジ（2019年）
- 高橋英則のHなラジオ　2周年記念・実におめでたいラジオCD（2021年）

### テレビ番組
※はインターネット配信。
- 商品情報番組「なびめいと」（2014年-2015年、アニメイト池袋本店アニメイトスタジオ及びニコニコ生放送※）[140]
- モテ福（テレビ埼玉、警備担当 西やん/武田信玄、Bボーイズラブラザーズ 保坂、ケンタウロス）
- 天才てれびくんYOU（やさふぇるの声）

### 舞台・朗読劇
- ミュージカル「AMNESIA」（2014年1月9日 - 19日、博品館劇場） - ワカ 役
- ミュージカル「AMNESIA re:again」（2014年9月3日 - 10日、全労済ホールスペース・ゼロ/9月20日 - 23日、大阪ビジネスパーク円形ホール） - ワカA 役
- ピジョンヌブルー×トライディア朗読企画「バイオルミネッセンス」(2018年、東郷誠路役[141])
- オーケストラ・アンサンブル金沢 朗読劇 × オーケストラ「ハムレット」（2018年、ホレイショー役[142]）
- PLATTO朗読劇 　「アーレン古物商店の幽霊殺し」「自粛が明けたら」（2020年、ガロ役、田中勇樹役[143]）　-リモート配信
- 幽玄朗読舞「SEIMEI〜道成寺伝説より〜」（2022年、安珍役[144]）
- 「‐音読Stage‐ Story of Songs」Track1 ORANGE RANGE（2023年[145]）
- 幽玄朗読舞「SEIMEI 鬼と人と〜安達ヶ原より〜」（2023年、イバラ童子役[146])
- 朗読劇『ネコたん！〜猫町怪異奇譚〜』（2024年、雨宮将太役、サクタロー役[147]）
- ぽわわわわん ろっこめ「あるひ森のなか短編にであった」（2024年[148]）

### 映像商品
- 愛と勇気の25周年記念 ファイアーエムブレム祭 DVD[149]

### その他コンテンツ
- ボイスアプリ「シチュエーションカレシ」あらかると（2015年、ヒューマノイド・02、励ましカレシ・栄）
- 『新宿コネクティブ』オーディオドラマ「深夜の窃盗団」（2017年、蔵祭平三郎[150][151]）
- MUSIC WHISPER【眠れぬ夜にささやいて】the poetry reading by高橋英則＆濱野大輝（2018年、カイト[152]）
- ナレーション『去年の冬、きみと別れ』徹底ガイド（基礎編・キャラクター編）[153]
- 音声ガイド「石切劔箭神社アプリ」（2018年 - 、ナビゲーター[154][155]）
- 2.5次元×謎解き公演 『PRINCE of MONSTERS〜魔界塔からの脱出〜』公式ボイスドラマキャスト（2019年 - 2020年、 ウォルフ・ライエ4世[156]）
- リアル脱出ゲーム ジョジョの奇妙な美術館からの脱出（2020年、スカートラ[157]）
- STATION IDOL LATCH!（2021年 - 、 饗庭紡麦[158]）
- ラジ友感謝祭2022[159]
- オトメイトパーティ2022（AMNESIA・ワカ役[160]）
- 「ゴールデンエッグ」1巻発売記念PV（2023年、天野仁輔[161]）

## ディスコグラフィ

### キャラクターソング
| 発売日   | 商品名                                                                                       | 歌 | 楽曲                                                      | 備考                                                                    |
| 2015年   | 2015年                                                                                       | 2015年 | 2015年                                                    | 2015年                                                                  |
| -------- | -------------------------------------------------------------------------------------------- | --- | --------------------------------------------------------- | ----------------------------------------------------------------------- |
| 12月2日  | うたの☆プリンスさまっ♪ マジLOVEレボリューションズ BD・DVD第6巻特典CD                         | HE★VENS | 「HE★VENS GATE -Beginning of the Legend-」                | テレビアニメ『うたの☆プリンスさまっ♪ マジLOVEレボリューションズ』挿入歌 |
| 2016年   |                                                                                              | |                                                           |                                                                         |
| 11月16日 | うたの☆プリンスさまっ♪ マジLOVEレジェンドスター DUET IDOL SONG 神宮寺レン&桐生院ヴァン       | 神宮寺レン（諏訪部順一）、桐生院ヴァン（高橋英則） | 「Lovely Eyes」                                           | テレビアニメ『うたの☆プリンスさまっ♪ マジLOVEレジェンドスター』挿入歌   |
| 11月16日 | うたの☆プリンスさまっ♪ マジLOVEレジェンドスター DUET IDOL SONG 神宮寺レン&桐生院ヴァン       | 桐生院ヴァン（高橋英則） | 「My cutie...Drive me crazy!」                            | テレビアニメ『うたの☆プリンスさまっ♪ マジLOVEレジェンドスター』関連曲   |
| 11月25日 | 双子の魔法使いリコとグリ マジカルシンフォニア ディア&リーゼ&シュタイン                       | ディア（高橋英則） | 「ディアレスト」                                          | キャラクターCD『双子の魔法使いリコとグリ』関連曲                        |
| 11月25日 | 双子の魔法使いリコとグリ マジカルシンフォニア ディア&リーゼ&シュタイン                       | ディア（高橋英則）、リーゼ（石川界人）、シュタイン（田丸篤志） | 「君はお姫様」                                            | キャラクターCD『双子の魔法使いリコとグリ』関連曲                        |
| 12月28日 | 不滅のインフェルノ                                                                           | HE★VENS | 「不滅のインフェルノ」                                    | テレビアニメ『うたの☆プリンスさまっ♪マジLOVEレジェンドスター』挿入歌    |
| 12月28日 | 不滅のインフェルノ                                                                           | HE★VENS | 「HE★VENLY PARADE」                                       | テレビアニメ『うたの☆プリンスさまっ♪マジLOVEレジェンドスター』関連曲    |
| 2017年   |                                                                                              | |                                                           |                                                                         |
| 1月11日  | うたの☆プリンスさまっ♪マジLOVEレジェンドスター BD・DVD第1巻特典CD                            | ST☆RISH、QUARTET NIGHT、HE★VENS | 「夢を歌へと…！」                                         | テレビアニメ『うたの☆プリンスさまっ♪ マジLOVEレジェンドスター』挿入歌   |
| 9月29日  | 双子の魔法使いリコとグリ ソロシリーズ ディア「SWEETEST STORY」                               | ディア（高橋英則） | 「SWEETEST STORY」 「Shiny Study」                        | キャラクターCD『双子の魔法使いリコとグリ』関連曲                        |
| 11月1日  | うたの☆プリンスさまっ♪ HEAVEN SKY エピソードCD                                               | HE★VENS | 「HEAVEN SKY」                                            | 『うたの☆プリンスさまっ♪』関連曲                                        |
| 12月6日  | 『刀剣乱舞-花丸-』歌詠全集                                                                   | 花丸刀剣男士一同 | 「花丸◎日和！47振りver.」                                 | 劇場アニメ『刀剣乱舞-花丸- 〜幕間回想録〜』主題歌                       |
| 2018年   |                                                                                              | |                                                           |                                                                         |
| 1月31日  | 続『刀剣乱舞-花丸-』歌詠集 其の四                                                            | 大和守安定（市来光弘）、加州清光（増田俊樹）、山姥切国広（前野智昭）、獅子王（逢坂良太）、石切丸（高橋英則）、秋田藤四郎（山谷祥生）、乱藤四郎（山本和臣）、鳴狐（浅沼晋太郎） | 「花丸印の日のもとで ver.4」                              | テレビアニメ『続 刀剣乱舞-花丸-』オープニングテーマ                     |
| 9月28日  | 双子の魔法使いリコとグリ Swiiiiiits! ユニットソング「Swiiiiiitest Party!!」                  | Swiiiiiits! | 「Swiiiiiitest Party!!」                                  | キャラクターCD『双子の魔法使いリコとグリ』関連曲                        |
| 11月30日 | 双子の魔法使いリコとグリ ミックスユニットシリーズ「世界の歌」                                | White Knight Orchestra | 「世界の歌」 「世界の歌 -Remix-」                         | キャラクターCD『双子の魔法使いリコとグリ』関連曲                        |
| 12月12日 | 劇場版 うたの☆プリンスさまっ♪ マジLOVEキングダム スペシャルユニットドラマCD 音也・藍・ヴァン | 一十木音也（寺島拓篤）、美風藍（蒼井翔太）、桐生院ヴァン（高橋英則） | 「Up-Down-Up!」                                           | 劇場アニメ『劇場版 うたの☆プリンスさまっ♪ マジLOVEキングダム』挿入歌    |
| 2019年   |                                                                                              | |                                                           |                                                                         |
| 3月13日  | アンセム フォー ジ エンジェル                                                                | 桐生院ヴァン（高橋英則） | 「熱愛中BANG×BANG×BANG!」                                 | 『うたの☆プリンスさまっ♪』関連曲                                        |
| 4月3日   | 愛を捧げよ 〜the secret Shangri-la〜                                                         | HE★VENS | 「愛を捧げよ 〜the secret Shangri-la〜」 「GIRA×2★SEVEN」 | 劇場アニメ『劇場版 うたの☆プリンスさまっ♪ マジLOVEキングダム』挿入歌    |
| 12月25日 | 劇場版 うたの☆プリンスさまっ♪ マジLOVEキングダム BD・DVD特典CD                               | ST☆RISH、QUARTET NIGHT、HE★VENS | 「マジLOVEキングダム」 「Welocme to UTA☆PRI KINGDOM!!」   | 劇場アニメ『劇場版 うたの☆プリンスさまっ♪ マジLOVEキングダム』挿入歌    |
| 2020年   |                                                                                              | |                                                           |                                                                         |
| 8月26日  | Paradise Lost〜Fall on me〜                                                                  | 鳳瑛一（緑川光）、桐生院ヴァン（高橋英則）、日向大和（木村良平） | 「Fall on me」                                            | 『うたの☆プリンスさまっ♪』関連曲                                        |
| 9月16日  | SUPER STAR/THIS IS...!/Genesis HE★VENS                                                       | 鳳瑛一（緑川光）、皇綺羅（小野大輔）、帝ナギ（代永翼）、鳳瑛二（内田雄馬）、桐生院ヴァン（高橋英則）、日向大和（木村良平）、天草シオン（山下大輝）                             | 「Genesis HE★VENS」                                       | 『うたの☆プリンスさまっ♪』関連曲                                        |
| 2021年   |                                                                                              | |                                                           |                                                                         |
| 6月2日   | うたの☆プリンスさまっ♪10th Anniversary CD                                                    | 鳳瑛一（緑川光）、皇綺羅（小野大輔）、帝ナギ（代永翼）、鳳瑛二（内田雄馬）、桐生院ヴァン（高橋英則）、日向大和（木村良平）、天草シオン（山下大輝）                             | 「ENDLESS SCORE」                                         | 『うたの☆プリンスさまっ♪』関連曲                                        |
| 10月27日 | One Day                                                                                      | 鳳瑛一（緑川光）、皇綺羅（小野大輔）、帝ナギ（代永翼）、鳳瑛二（内田雄馬）、桐生院ヴァン（高橋英則）、日向大和（木村良平）、天草シオン（山下大輝）                             | 「One Day」                                               | 『うたの☆プリンスさまっ♪』関連曲                                        |
| 10月27日 | One Day                                                                                      | 桐生院ヴァン（高橋英則） | 「黄昏Hugging」                                           | 『うたの☆プリンスさまっ♪』関連曲                                        |
| 11月10日 | STATION IDOL LATCH! STATION IDOL LATCH! 03                                                   | 饗庭紡麦 / 恵比寿駅（高橋英則）、伍代晃 / 五反田駅（三浦祥朗）、羽振寿里 / 田町駅（小山剛志）、大崎新市 / 大崎駅（菅沼久義）                                                   | 「Sparkling Night」                                       | 『STATION IDOL LATCH!』関連曲                                           |
| 2022年   |                                                                                              | |                                                           |                                                                         |
| 3月25日  | Swiiiiiits!ユニットソング「See You Again （prod. ゆよゆっぺ）」                              | Swiiiiiits! | 「See You Again」                                         | キャラクターCD『双子の魔法使いリコとグリ』関連曲                        |
| 9月14日  | Che bello!「Showtime」                                                                       | 饗庭紡麦 / 恵比寿駅（高橋英則）、伍代晃 / 五反田駅（三浦祥朗）、羽振寿里 / 田町駅（小山剛志）、大崎新市 / 大崎駅（菅沼久義）                                                   | 「Showtime」                                              | 『STATION IDOL LATCH!』関連曲                                           |
| 10月12日 | HE★VENSドラマCD「HE★VENS LOVE AFFAIR」                                                       | 鳳瑛一（緑川光）、皇綺羅（小野大輔）、帝ナギ（代永翼）、鳳瑛二（内田雄馬）、桐生院ヴァン（高橋英則）、日向大和（木村良平）、天草シオン（山下大輝）                             | 「LOVE AFFAIR」 「LOVE ABLAZE」                           | 『うたの☆プリンスさまっ♪』関連曲                                        |
| 2023年   |                                                                                              | 鳳瑛一（緑川光）、皇綺羅（小野大輔）、帝ナギ（代永翼）、鳳瑛二（内田雄馬）、桐生院ヴァン（高橋英則）、日向大和（木村良平）、天草シオン（山下大輝）                             |                                                           |                                                                         |
| 10月27日 | Swiiiiiits!コンビCD リーゼ＆ディア「Starry Yell (prod. colate)」                             | リーゼ（石川界人）、ディア（高橋英則） | 「Starry Yell」 「Wish You威風堂々」                      | キャラクターCD『双子の魔法使いリコとグリ』関連曲                        |
| 12月12日 | YOUR ADVENTURE!!                                                                             | 桐生院ヴァン（高橋英則） | 「YOUR ADVENTURE!!」                                      | 『うたの☆プリンスさまっ♪』関連曲                                        |
| 12月13日 | Dramatic Masterpiece Show「Dreaming of OZ」                                                  | 鳳瑛一（緑川光）、皇綺羅（小野大輔）、帝ナギ（代永翼）、鳳瑛二（内田雄馬）、桐生院ヴァン（高橋英則）、日向大和（木村良平）、天草シオン（山下大輝）                             | 「The Wizard of OZ and…」                                 | 『うたの☆プリンスさまっ♪』関連曲                                        |
| 12月13日 | Dramatic Masterpiece Show「Dreaming of OZ」                                                  | かかし：桐生院ヴァン（高橋英則）、ブリキ男：皇綺羅（小野大輔）、ライオン：日向大和（木村良平）                                                                                 | 劇中歌「エメラルドシティへの道」                          | 『うたの☆プリンスさまっ♪』関連曲                                        |
| 2024年   |                                                                                              | |                                                           |                                                                         |
| 1月17日  | 1st Album「THE FIRST TRAIN 〜笑顔よし！〜」                                                  | YAMANOTE LATCH ALL STARS | 「Going My LATCH!」                                       | 『STATION IDOL LATCH!』関連曲                                           |
| 1月17日  | 1st Album「THE FIRST TRAIN 〜笑顔よし！〜」                                                  | エレガントブロック | 「サヨナラ・イエスタデイ」                                | 『STATION IDOL LATCH!』関連曲                                           |
| 2月28日  | ALL STAR STAGEテーマソングCD「PRI☆LOVE∞UNIVERSE♪」                                           | 鳳瑛一（緑川光）、皇綺羅（小野大輔）、帝ナギ（代永翼）、鳳瑛二（内田雄馬）、桐生院ヴァン（高橋英則）、日向大和（木村良平）、天草シオン（山下大輝）                             | 「PRI☆LOVE∞UNIVERSE♪ -HE★VENS Ver.-」                     | 『うたの☆プリンスさまっ♪』関連曲                                        |
| 6月12日  | LIVE EMOTION テーマソングCD HE★VENS Ver.                                                     | 鳳瑛一（緑川光）、皇綺羅（小野大輔）、帝ナギ（代永翼）、鳳瑛二（内田雄馬）、桐生院ヴァン（高橋英則）、日向大和（木村良平）、天草シオン（山下大輝）                             | 「GLORIOUS ANGELS」                                       | 『うたの☆プリンスさまっ♪』関連曲                                        |

### その他参加楽曲
| 発売日         | タイトル                  | 名義     | 楽曲                                 | 備考                                         |
| -------------- | ------------------------- | -------- | ------------------------------------ | -------------------------------------------- |
| 2017年10月27日 | DOUBLE DARE COVERS        | ボヤラジ | 「じれったい」 「接吻 KISS」         | ラジオ『Voyage Wave』関連曲                  |
| 2019年12月20日 | ぎゅってしよ！ Hラジ ver. | 高橋英則 | 「ぎゅってしよ！」 「声はAmplifier」 | インターネットラジオ局「ラジ友」テーマソング |

### シリーズ一覧
1. ↑  第1シーズン（2012年）、第2シーズン『ガチ』（2013年）
2. ↑  第1期（2014年）、第2期『リベンジ』（2016年）
3. ↑  第3期『レボリューションズ』（2015年）、第4期『レジェンドスター』（2016年）
4. ↑  シーズン1（2021年）、シーズン2（2022年 - 2023年）
5. ↑  第1クール（2022年）、第3クール（2023年）
6. ↑  第一章（2023年）、第二章（2023年）
7. ↑  第2期『王子の帰還』（2024年）、第2期『工房戦』（2024年）

### ユニットメンバー
1. 1 2 3 4 5 6  鳳瑛一（緑川光）、皇綺羅（小野大輔）、帝ナギ（代永翼）、鳳瑛二（内田雄馬）、桐生院ヴァン（高橋英則）、日向大和（木村良平）、天草シオン（山下大輝）
2. 1 2  一十木音也（寺島拓篤）、聖川真斗（鈴村健一）、四ノ宮那月（谷山紀章）、一ノ瀬トキヤ（宮野真守）、神宮寺レン（諏訪部順一）、来栖翔（下野紘）、愛島セシル（鳥海浩輔）
3. 1 2  寿嶺二（森久保祥太郎）、黒崎蘭丸（鈴木達央）、美風藍（蒼井翔太）、カミュ（前野智昭）
4. ↑  大和守安定（市来光弘）、加州清光（増田俊樹）、へし切長谷部（新垣樽助）、今剣（山下大輝）、前田藤四郎（入江玲於奈）、にっかり青江（間島淳司）、蜂須賀虎徹（興津和幸）、陸奥守吉行（濱健人）、鯰尾藤四郎（斉藤壮馬）、歌仙兼定（石川界人）、宗三左文字（泰勇気）、薬研藤四郎（山下誠一郎）、燭台切光忠（佐藤拓也）、五虎退（粕谷雄太）、山姥切国広（前野智昭）、獅子王（逢坂良太）、石切丸（高橋英則）、秋田藤四郎（山谷祥生）、乱藤四郎（山本和臣）、鳴狐（浅沼晋太郎）、愛染国俊（山下誠一郎）、同田貫正国（櫻井トオル）、鶴丸国永（斉藤壮馬）、平野藤四郎（浅利遼太）、骨喰藤四郎（鈴木裕斗）、厚藤四郎（山下大輝）、小夜左文字（村瀬歩）、鶯丸（柿原徹也）、堀川国広（榎木淳弥）、和泉守兼定（木村良平）、太郎太刀（泰勇気）、二郎太刀（宮下栄治）、大倶利伽羅（古川慎）、三日月宗近（鳥海浩輔）、博多藤四郎（大須賀純）、山伏国広（櫻井トオル）、御手杵（浜田賢二）、江雪左文字（佐藤拓也）、浦島虎徹（福島潤）、一期一振（田丸篤志）、蜻蛉切（櫻井トオル）、日本号（津田健次郎）、小狐丸（近藤隆）、岩融（宮下栄治）、蛍丸（井口祐一）、明石国行（浅利遼太）、長曽祢虎徹（新垣樽助）
5. 1 2  リコ（水瀬いのり）、グリ（島﨑信長）、ビスJr.（平川大輔）、シュタイン（田丸篤志）、リーゼ（石川界人）、ディア（高橋英則）
6. ↑  リコ（水瀬いのり）、シュタイン（田丸篤志）、ディア（高橋英則）
7. ↑  咖山 喱人　/ 神田駅（菊池 幸）、綜馬 礼　/ 目白駅（太田 将熙）、小鳥遊 悠吏　/ 有楽町駅（梶原 岳人）、英 皐月　/ 駒込駅（高塚 智人）、饗庭 紡麦　/ 恵比寿駅（高橋英則）、伍代 晃　/ 五反田駅（三浦 祥朗）
8. ↑  高橋英則、濱野大輝